# Кузнецова (Гаринський міський округ)
Кузнецо́ва (рос. Кузнецова) — присілок у складі Гаринського міського округу Свердловської області.
Населення — 4 особи (2010, 34 у 2002).
Національний склад населення станом на 2002 рік: росіяни — 100 %.